# Markgrafen-Kaserne
Die Markgrafen-Kaserne war eine Garnison der deutschen Bundeswehr in der bayerischen Stadt Bayreuth. Benannt wurde sie nach dem Markgrafentum Bayreuth. Sie wurde 1963 von einem ersten Verband bezogen und diente bis 1994 vorwiegend zur Unterbringung von Einheiten der Artillerie-, der Panzergrenadier- und der Jägertruppe. Zwischen 1994 und 2004 war sie Heimat von Ausbildungseinheiten der Luftwaffe. Sie umfasste etwa 27 Hektar und wurde 2007 geschlossen. Sie wurde im Rahmen der Konversion zu einem Logistikpark und Gewerbegebiet entwickelt.

## Bau und Nutzung durch die Bundeswehr
Die 1955 neu gegründete Bundeswehr benötigte für die Unterbringung ihrer Verbände und Einheiten Truppenunterkünfte. Dabei wurden zum einen von ehemaligen alliierten Besatzungstruppen freigemachte Kasernen übernommen. Zum anderen beendete der Bund zivile Nutzungen von Garnisonen, die noch in seinem Eigentum standen. Diese Maßnahmen allein reichten jedoch nicht aus, um den Bedarf zu decken. Daher musste der Bund weitere Kasernen neu errichten. Bereits im Dezember 1955 war die Entscheidung zugunsten von Bayreuth als Garnisonsstandort gefallen. Die Stadt schlug daraufhin mehrere Flächen für den Bau von Kasernen vor. Um sich Standorte zu sichern, legte das Bundesverteidigungsministerium am 26. Januar 1956 Einspruch gegen ein Wohnviertel für kinderreiche Familien ein. Am 23. Oktober 1956 inspizierte eine Kommission des Wehrbereichskommandos München den Oschenberg und die in Bayreuth vorhandenen alten Kasernenanlagen. Am 13. September 1957 wurde bekannt, dass ein Grenadierbataillon in Bayreuth stationiert werden soll. Zudem wurde die Nutzung des Flugplatzes Laineck für Kasernenbauten erwogen. Hiergegen wandte sich im Oktober 1957 zwar der Luftwaffenring, jedoch ohne Erfolg. Am 19. Oktober 1957 wurde öffentlich, dass auch der Bundesgrenzschutz nach Bayreuth ziehen wolle. Die Ansiedlung sowohl des Grenzschutzes, als auch der Bundeswehr wurde jedoch von der Regierung kritisch gesehen. Im September 1959 einigten sich Bund und Stadt Bayreuth über den Erwerb von Flächen bei Laineck für den Bau einer Bundeswehr- und einer Bundesgrenzschutzkaserne. Damit wurde die zivile Nutzung der alten Kasernen im Kasernenviertel ermöglicht.  Am 16. Oktober 1960 gab der damalige Bundesverteidigungsminister Franz Josef Strauß bekannt, dass noch im folgenden Winter auf dem Flugplatzgelände Laineck mit dem Bau der Truppenunterkünfte begonnen werden soll. Die Grundsteinlegung fand noch im selben Jahr statt. Das Richtfest wurde am 30. November 1962 gefeiert. Am 14. November 1963 traf ein Vorauskommando des Panzerartilleriebataillons 125 aus Amberg in der Kaserne ein. Der Bezug durch die Panzergrenadiere fand am 24. Juni 1964 statt. Am 2. Oktober 1964 erfolgte die feierliche Übergabe der fertig gestellten Truppenunterkunft an die Bundeswehr und die Namensgebung als „Markgrafen-Kaserne“.
Am 5. November 1989 kommen 500 Übersiedler aus der DDR in Bayreuth an, die in den Kasernen der Bundeswehr und des Bundesgrenzschutzes untergebracht werden. Mit der Grenzöffnung am 9. November 1989 werden noch mehr Menschen in die Kaserne ein. Die Garnison wird zum Auffanglager. Am 6. Juni 1990 treffen 50 Rumäniendeutsche ein, die zunächst Unterkunft in der Kaserne finden.
Gegen die geplante Schließung der Kaserne protestieren Hartmut Koschyk, Bernd Protzner, Otto Regenspurger, Gerhard Scheu und Jürgen Warnke am 5. Januar 1993 gegenüber dem damaligen Bundesverteidigungsminister Volker Rühe. Am 15. März 1993 gab der damalige bayerische Finanzminister Georg Freiherr von Waldenfels  auf einer Pressekonferenz in der Kaserne bekannt, dass Hoffnung zum Erhalt des Standortes bestehe. Ein Tag später fand der Abschiedsappell des Panzerartilleriebataillons 125 statt. Am 23. Juni 1994 verabschiedete sich außerdem das Panzergrenadierbataillon 102 „Bayreuther Jäger“ mit einem Auflösungsappell, während gleichzeitig schrittweise das II./Luftwaffenausbildungsregiment 3 als neuer Nutzer in die Kaserne einzog. Damit war die Standortaufgabe zunächst abgewendet.
Doch zu Beginn der 2000er Jahre drohte der Garnison erneut das Aus. Am 3. Februar 2001 fand eine Demonstration gegen den geplanten Abzug der Bundeswehr statt.
Folgende Einheiten, Verbände, Dienststellen und Stäbe waren in der Markgrafen-Kaserne stationiert:
| Einheit                                                          | Stationierung ab  | Herkunft                                                                                               | Stationierung bis  | Verbleib                                                                          |
| ---------------------------------------------------------------- | ----------------- | --- | ------------------ | --------------------------------------------------------------------------------- |
| Katholischer Standortpfarrer Bayreuth                            | 1. Mai 1955       | neu aufgestellt                                                                                        | 31. Dezember 1997  | aufgelöst                                                                         |
| Panzerartilleriebataillon 125                                    | 14. November 1963 | neu aufgestellt mit Befehl vom 15. September 1963; Vorauspersonal aus Amberg                           | 31. März 1993      | aufgelöst                                                                         |
| Panzergrenadierbataillon 102                                     | 1. Juli 1964      | aus Panzergrenadierbataillon 282, Donauwörth, Alfred-Delp-Kaserne; Verlegung erfolgte ab 24. Juni 1964 | 30. September 1970 | in Jägerbataillon 102 umgegliedert                                                |
| Ausbildungskompanie 17/4                                         | 1. Dezember 1963  | neu aufgestellt                                                                                        | 3. April 1970      | wurde 4./Panzerartilleriebataillon 125                                            |
| Fernmelderevisionsdiensttrupp 626/301                            | 1. März 1965      | neu aufgestellt                                                                                        | 30. November 1994  | aufgelöst                                                                         |
| Zahnstation (Terr) H 621                                         | 1. März 1965      | neu aufgestellt                                                                                        | 31. März 1981      | wird Zahnarztgruppe 603/1                                                         |
| Evangelischer Standortpfarrer Bayreuth                           | 27. Februar 1966  | neu aufgestellt                                                                                        | 31. März 2003      | aufgelöst                                                                         |
| Verteidigungsbezirkskommando 67                                  | 1. Juni 1969      | neu aufgestellt                                                                                        | 2007               | aufgelöst                                                                         |
| Standortfernmeldeanlage 626/301                                  | 1. Januar 1970    | neu aufgestellt                                                                                        | 31. Dezember 1994  | aufgelöst                                                                         |
| Jägerbataillon 102                                               | 1. Oktober 1970   | aus Panzergrenadierbataillon 102                                                                       | 31. März 1981      | in Panzergrenadierbataillon 102 umgegliedert                                      |
| Materialausstattung Sanitätsbereich 67/1                         | 1. Juli 1972      | neu aufgestellt                                                                                        | 31. März 1995      | aufgelöst                                                                         |
| Artilleriespezialzug 4                                           | 1. November 1972  | neu aufgestellt                                                                                        | 17. Februar 1981   | verlegt nach Hemau, General-von-Steuben-Kaserne, dort zum 31. März 1993 aufgelöst |
| Fernmeldezug 67 (Geräteeinheit)                                  | 1. November 1974  | neu aufgestellt                                                                                        | 30. September 1994 | aufgelöst                                                                         |
| Panzergrenadierbataillon 102                                     | 1. April 1981     | aus Jägerbataillon 102                                                                                 | 30. September 1994 | aufgelöst                                                                         |
| 1./Panzergrenadierbataillon 101 TE 35 und TE 36                  | 1. April 1981     | neu aufgestellt                                                                                        | 30. September 1992 | aufgelöst                                                                         |
| 2./ und 3./Panzergrenadierbataillon 101                          | 1. April 1981     | neu aufgestellt                                                                                        | 30. September 1992 | aufgelöst                                                                         |
| Kasernenfeldwebel Bayreuth                                       | 1. April 1981     | neu aufgestellt                                                                                        | 30. September 1994 | aufgelöst                                                                         |
| Fernmeldedienstgruppe 626/30                                     | 1. April 1981     | neu aufgestellt                                                                                        | 30. November 1994  | aufgelöst                                                                         |
| Zahnarztgruppe 603/1                                             | 1. April 1981     | neu aufgestellt                                                                                        | 31. März 1995      | aufgelöst                                                                         |
| Fernmelderevisionsinstandhaltungstrupp 626/301                   |                   | neu aufgestellt                                                                                        |                    | aufgelöst                                                                         |
| Fahrschulgruppe Bayreuth                                         | 1981              | neu aufgestellt                                                                                        | 31. März 1994      | ging im Kraftfahrausbildungszentrum Ebern auf                                     |
| Infrastruktur- und Bauinstandsetzungsgruppe 7067 (Geräteeinheit) | 1. Januar 1982    | neu aufgestellt                                                                                        | 30. September 1994 | aufgelöst                                                                         |
| Infrastruktur- und Bauinstandsetzungsgruppe 7672 (Geräteeinheit) | 1. Januar 1982    | neu aufgestellt                                                                                        | 30. September 1994 | aufgelöst                                                                         |
| Pionierdienstgruppe 7672 (Geräteeinheit)                         |                   | neu aufgestellt und im Mobilmachungsstützpunkt der Kaserne eingelagert                                 |                    | aufgelöst                                                                         |
| Heimatschutzbataillon 662 (nicht aktiv)                          | 1. Oktober 1992   | aus Jägerbataillon 662 (Geräteeinheit), zuvor Heidenheim, Mobilmachungsstützpunkt                      | 22. Juli 2006      | aufgelöst                                                                         |
| II./Luftwaffenausbildungsregiment 3                              | April 1994        | verlegt aus Heeresflugplatz Roth                                                                       | 31. Dezember 2004  | aufgelöst                                                                         |
| Ersatzbataillon 887 (nicht aktiv)                                |                   | neu aufgestellt                                                                                        | 31. März 2007      | aufgelöst                                                                         |
| Truppenarzt Bayreuth                                             | 1. Oktober 1996   | neu aufgestellt                                                                                        | 31. Dezember 1998  | aufgelöst                                                                         |

Am 30. Juni 2007 verließ der letzte Soldat die Kaserne.

## Konversion

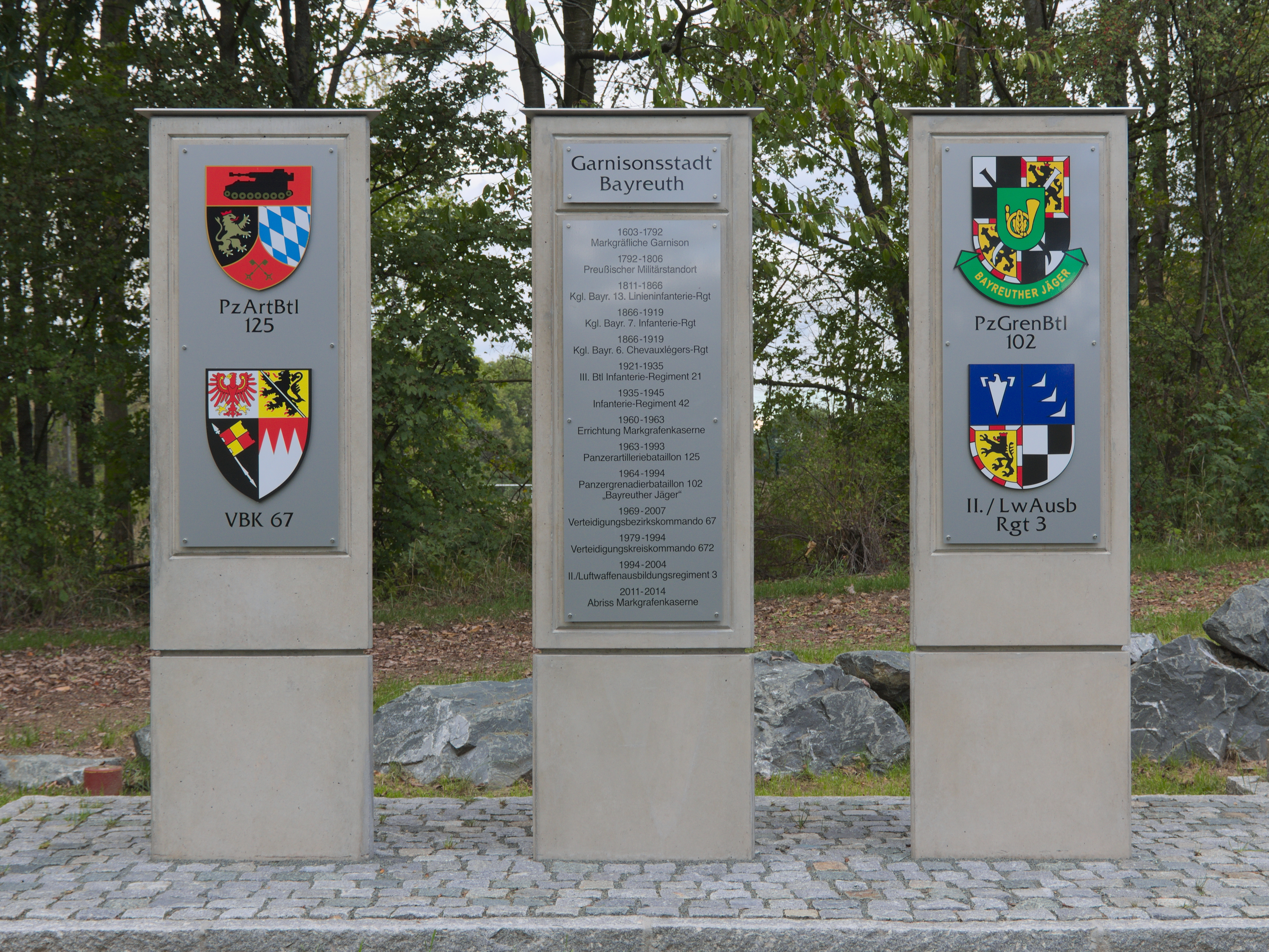
Stelen in Erinnerung an die Garnison Bayreuth und die stationierten Einheiten

Noch vor dem Auszug der letzten Soldaten wurde das Kasernenareal zum Kauf angeboten. Es wurde ein integriertes städtebauliches Konzept erstellt, das das Gelände der früheren Markgrafenkaserne mit seiner Nähe zur Bundesautobahn 9 als Standort eines regionalen Logistikzentrums empfahl.
Bereits am 23. Juli 2008 fasste der Stadtrat von Bayreuth den Aufstellungsbeschluss für den Bebauungsplan Nr. 3/08 Regionalzentrum Logistik (ehem. Markgrafenkaserne) (geringfügige Änderung der Bebauungspläne mit Nrn. 14/71 und 2/06a) im Stadtteil Industriegebiet. Am 9. April 2010 erließ der Stadtrat zudem eine Satzung „Entwicklungsbereich ehemalige Markgrafenkaserne“ mit der Zielrichtung Logistik. Im Bebauungsplan wurden vier Sondergebiete für Logistik sowie im westlichen Teil eine öffentliche Grünzone mit Sportplatz vorgesehen. Der Bebauungsplan fand am 21. Dezember 2011 im Stadtrat die Zustimmung und erlangte am 18. Mai 2012 Rechtskraft.
Im Juli 2010 erwarben die Stadt Bayreuth 105.000 Quadratmeter, ein Logistikunternehmen 100.000 Quadratmeter und ein weiterer Speditionsbetrieb 60.000 Quadratmeter des einstigen Militärstandortes vom Bund.
Im April 2011 gab die Stadt Bayreuth bekannt, dass ein Weiterverkauf einer 30.000 Quadratmeter großen Flächen an einen Einzelhandelskonzern zur Errichtung eines 9000 Quadratmeter großen Auslieferungslagers erfolgt sei. Damit waren alle städtischen Flächen vergeben. Die Halle wurde im Oktober 2012 fertig.
Zwischen Oktober 2011 und Juli 2014 fanden Abrissarbeiten im Umfang von 180.000 Kubikmetern umbauten Raumes, die Entfernung von 15.000 Quadratmetern Schwarzdecken sowie der Ausbau von sonstigem kontaminierten Material statt. 17 Gebäude, Schleppdächer und weitere bauliche Anlagen mussten weichen. Hierfür wurden 1,4 Millionen Euro aufgewendet. Es wurden 30 Bunker verfüllt. Darüber hinaus fanden bis Oktober 2014 umfassende Erschließungsarbeiten statt, um die Gewerbeansiedlungen zu ermöglichen.
Im Juni 2014 wurden zur Erinnerung an die Garnison Bayreuth und die Markgrafen-Kaserne drei Stelen und ein Findling an der ehemaligen Hauptzufahrt der Kaserne als Denkmal eingeweiht.
Wegen zunehmender Asylbewerberzahlen und der Flüchtlingskrise in Europa 2015/2016 sollte nach einer Entscheidung der bayerischen Staatsregierung 2014 in jedem bayerischen Regierungsbezirk eine Erstaufnahmeeinrichtung geschaffen werden. Als Standort in Oberfranken war Bayreuth vorgesehen. Die Flächen und ein Unterkunftsblock der Markgrafen-Kaserne waren mehrfach hierfür im Gespräch. Die Stadt lehnte dies jedoch ab.
Bereits 2015 wurde die Ansiedlung eines Möbelhandelsunternehmens in der Kaserne erwogen, obwohl großflächiger Einzelhandel im Baugebiet ausgeschlossen war. Während die Regierung von Oberfranken einem solchen Vorhaben aufgeschlossen gegenüberstand, zeigte sich der Stadtrat zunächst gespalten. Nach mehrjährigen Diskussionen entschied sich der Stadtrat Bayreuth auf seiner Sitzung am 27. März 2017 für die Ansiedlung großflächigen Möbeleinzelhandels, beschloss am 27. März 2019 die Aufstellung des Bebauungsplans Nr. 5/17 „Gewerbe- und Sonderstandort ‚Einzelhandel/Möbel‘ und ‚Logistik‘, ehemalige Markgrafenkaserne“ mit Teiländerung der Bebauungspläne Nr. 6/88 und Nr. 3/08 im Stadtteil Industriegebiet und stimmte im Juli 2019 einem Grundstückskauf eines Möbelhandelsbetriebes zu. Im Juli 2020 erwarb das Einzelhandelsunternehmen mehrere Flächen im Gesamtumfang von 40.000 Quadratmetern. Danach befasste sich der Stadtrat zunächst im März 2022 und im Februar 2023 mit einem Bauleitplanverfahren für die Ansiedlung von zwei Möbelmärkten im Umfang von 24.000 und 7.500 Quadratmetern. Es wurden zwei Sondergebiete, die im Wesentlichen den bisherigen Standortsportplatz und eine nördlich davon gelegene Fläche umfassten, für „Einzelhandel/Möbel“ ausgewiesen sowie ein Sondergebiet östlich des ehemaligen Sportplatzes für „Logistik/Lager für Möbeleinzelhandel“ geplant. Die ursprünglich vorgesehene Grünflächenzone und der Sportplatz verschwanden dadurch. Nach Verabschiedung des Bebauungsplans am 24. Mai 2023 durch den Stadtrat und dessen Inkrafttreten am 9. Juni 2023 stellte das Unternehmen im Juni 2023 einen Bauantrag. Erst Ende 2024 lagen sämtliche erforderlichen Bauunterlagen vor. Aufgrund der Feststellung eines Habitats der Haselmaus auf dem Gelände wird sich die Baugenehmigung voraussichtlich bis Ende 2025 verzögern.
Im Januar 2016 wurde ein Bauantrag eines zweiten Logistikunternehmens mit zunächst vier Hallen auf 17.000 Quadratmetern und 6 Millionen Euro Investitionssumme bewilligt. Ein Spediteur als weiterer Eigentümer von Flächen in der Kaserne im Umfang von etwa 59.000 Quadratmetern wartete hingegen zunächst auf weitere Partner für ein gemeinsames Projekt.
Im Oktober 2019 fiel die Entscheidung zum Bau eines 7600 Quadratmeter großen Verteilzentrums für einen weiteren Einzelhandelskonzern. Ende 2019 wurde bereits mit den Arbeiten begonnen. Das Verteilzentrum nahm am 30. September 2020 seinen Betrieb auf. Anschließend wurde ein Parkhaus für die Fahrzeugflotte dieses Unternehmens mit 428 Stellplätzen errichtet, das im September 2021 vollendet wurde.
Seit dem 19. September 2020 besteht im einzigen noch erhaltenen Unterkunftsblock der ehemaligen Markgrafen-Kaserne eine Ateliergemeinschaft bildender Künstler. Darüber hinaus wurde eine frühere Panzerhaubitzenhalle zu einem kulturellen Veranstaltungsort umgenutzt, der nunmehr als „Panzerhalle Bayreuth“ bekannt geworden ist.
Ende April 2023 beschloss der Stadtrat von Bayreuth die Aufhebung der Satzung für den städtebaulichen Entwicklungsbereich Markgrafenkaserne, da die damit verfolgten Ziele nach Umsetzung des Logistikparks und Gewerbegebiets erreicht seien.